# Ensenada Paredón Negro
Die Ensenada Paredón Negro (spanisch für Schwarzwandbucht) ist eine Bucht auf der Ostseite der Anvers-Insel im Palmer-Archipel westlich der Antarktischen Halbinsel. Sie liegt östlich des Iceberg Point auf der Parker-Halbinsel.
Argentinische Wissenschaftler benannten sie deskriptiv nach den sie einfassenden Felswänden der Osterrieth Range.